# Stygnomma toledense
Espèce
Stygnomma toledense est une espèce d'opilions laniatores de la famille des Stygnommatidae.

## Distribution
Cette espèce est endémique du Belize. Elle se rencontre vers la Columbia Forest Station.

## Description
Le mâle holotype mesure 2,5 mm et la femelle paratype 2,4 mm.

## Systématique et taxinomie
Cette espèce a été décrite par Goodnight et Goodnight en 1977.

## Étymologie
Son nom d'espèce, composé de toled[o] et du suffixe latin -ense, « qui vit dans, qui habite », lui a été donné en référence au lieu de sa découverte, le district de Toledo.

## Publication originale
- (en) Goodnight et Goodnight, « Laniatores (Opiliones) of the Yucatán Peninsula and Belize (British Honduras) », Bulletin of the Association for Mexican Cave Studies, vol. 6,‎ 1977, p. 139-166